# Китапбаев, Бошай Китапбаевич
Бошай Китапбаев (каз. Бошай Кітапбаев, 2 сентября 1923 года, Жана-Ульга, Катон-Карагайский район — 7 сентября 2015 года, Усть-Каменогорск) — председатель колхоза имени Ленина Большенарымского района Восточно-Казахстанской области, Герой Социалистического Труда.

## Биография
Родился в селе Жана-Ульга Катон-Карагайского района. Происходит из племени найман.
С 1941 по 1944 год служил в РККА, участник Великой Отечественной войны, артиллерист, старший сержант. Демобилизован после тяжелого ранения (потерял одну ногу ниже колена). Награждён медалью «За отвагу» (1943) Архивная копия от 24 сентября 2015 на Wayback Machine.
В 1945—1950 годах — секретарь, в 1950—1955 годы — председатель Катон-Карагайского районного исполнительного комитета Совета депутатов трудящихся.
С 1955 по 1990 год — председатель колхоза имени Ленина Большенарымского района Восточно-Казахстанской области (с перерывом 1973—1978, когда работал председателем колхоза имени XXII съезда КПСС Талды-Курганской области).
В 1966 году заочно окончил Алма-Атинский сельскохозяйственный институт, в 1970 году защитил диссертацию на учёную степень кандидата экономических наук.
Указом Президиума Верховного Совета СССР «О присвоении звания Героя социалистического Труда передовикам сельского хозяйства Казахской ССР» от 8 апреля 1971 года за выдающиеся успехи, достигнутые в развитии сельскохозяйственного производства и выполнении пятилетнего плана продажи государству продуктов земледелия и животноводства удостоен звания Героя Социалистического Труда с вручением ордена Ленина и золотой медали «Серп и Молот»
.
Награждён орденами Ленина (дважды), Октябрьской Революции, Отечественной войны I степени и многими медалями.
Делегат XXV съезда КПСС.
Сочинения
- «Тоғыз таңбалы Найман»
- «Шежіре»
- «Айта-айта Алтайды, Бошай ата қартайды».
- «Жылы пікіріміз ешқашан өзгермейді»

## Литетатура
- Тәжіғұлов, С. Асау Ертіс-алыптардың арнасы [Мәтін] / Тәжіғұлов С., Тілегенов Б. — Алматы : Қазақстан, 1966. — 87 б.
- Жер жаннаты — Қатонқарағай [Мәтін] / құраст. Ж. Қызыр. — Алматы : Орхон, 2008. — 368 б.
- Асқаров, Ә. Алтай алтын бесік, ата жұрт [Мәтін] : тарихи-танымдық тұрғыдағы саяхат (сафари) жазбалары / Ә. Асқаров. — Астана : Фолиант, 2009. — 290 б.
- Ерлік — ұрпаққа мұра [Мәтін] / Оралхан Бөкей атындағы № 44 қазақ орта мектеп-лицейі. — Өскемен : Шығыс-Полиграф
- Қапанов, Б. Анамдай әлпештеген Асқар Алтай [Мәтін] / Б. Қапанов. — Өскемен : [б. и.], 2011. — 566 б., 2010. — 299 б.
- Назырбаев, Қ. Катонқарағай [Мәтін] / Қ. Назырбаев. — Астана : Фолиант, 2011. — 280 б.
- Шығыс Қазақстан облысы [Мәтін] : энциклопедия. — Алматы : Қазақ энциклопедиясы, 2014. — Кітапбаев Бошай: б. 418.
- Герои Социалистического труда — казахстанцы [Текст]. — Алма-Ата : 1985.